# دوري كرة القدم الألباني الدرجة الأولى 1936
دوري كرة القدم الألباني الدرجة الأولى 1936 هو موسم من دوري كرة القدم الألباني الدرجة الأولى ‏. أشرف على تنظيمه اتحاد ألبانيا لكرة القدم، وفاز فيه KF Elbasani ‏.